# پدیدارشناسی دین
پدیدارشناسی دین (به انگلیسی: phenomenology of religion) رهیافتی است با اهمیت فراوان در دین پژوهی معاصر که به لحاظ تاریخی محصول تلفیق دو جریان فکری ـ پژوهشی در سده نوزدهم بوده است. این دو جریان عبارتند از پژوهش های علمی در باب دین و دیگری روش پدیدارشناسی هوسرلی.
در رهیافت پدیدارشناسی دین، دین نیز موضوعی برای مطالعۀ علمی و حاصل آن رشته ای نو با ویژگی های اندیشۀ مدرنیته شد که در مجامع علمی از آن به «علم دین» تعبیر گردید.

## کاربرد روش پدیدار شناسی در حوزۀ دین
جست و جوی حقیقت دین در قالب پدیدارهای دینی توانایی دین پژوه را برای استفاده از رشته های دیگر و پرداختن به دین از زوایای جامعه شناسی، روان شناسی، فرهنگ، زبان شناسی و نظیر این ها بالا برده و دستور العمل هوسرل در باب «بازگشت به خود اشیاء» ـ و در این مورد«به خود پدیدارهای دینی» ـ صورتی عملی و کاربردی به پدیدار شناسی داده است و پدیدارشناسی دین نیز غیر از این راهی دیگر را دنبال نمی کند.

## كریستِنسِن
دبلیو برِد كریستِنسِن (W. Bred Kristensen) به سبب اعمال روش توصیفی در پدیدارشناسی، شاخص است. او در اصل، متخصص در ادیان مصر باستان بود. او پدیدارشناسی را از شاخه های علم دین- به طور كلی- می دانست كه به روشی نظام مند، تطبیقی و توصیفی - در برابر تجویزی - به شناخت دین اقدام كرد. از ویژگی های رویكرد او، می توان به این دو نكته اشاره كرد:

1. مخالفت با نگرش های اثبات گرایانه و تكاملی نگرانه به دین؛
2. تلفیق دانش تاریخی با همدلی و توجه به احساس دینی مؤمنان هرچند به طور نسبی

## ویژگی های پدیدارشناسی دین
الف. به كارگیری روش مقایسه ای
ب. نظام مندسازی
ج. رهیافت تجربی
د. كاربستِ رهیافت تاریخی
ه‍ . رهیافت توصیفی 
و. بهره مندی در عین استقلال از دیگر رویكردها و روش ها
ز. تفاهم و همدلی
ج. اجتناب از فرمول بندی های روش شناختی
- رُدولف اُتّو (Rudolf Otto, 1869-1937)
- فردریك هِیلر(1892ـ1967 (Friedrich Heiler،
- ادموند هوسرل
- پدیدارشناسی
- وان در لیو
- میرچا الیاده
- بلیکر